# Йосиповка (Ивано-Франковская область)
Йосиповка (укр. Йосипівка) — село в Рогатинской городской общине Ивано-Франковского района Ивано-Франковской области Украины.
Население по переписи 2001 года составляло 53 человека. Занимает площадь 5,94 км². Почтовый индекс — 77035. Телефонный код — 03435.